# Matt Bennett
 (juillet 2015).
Si vous disposez d'ouvrages ou d'articles de référence ou si vous connaissez des sites web de qualité traitant du thème abordé ici, merci de compléter l'article en donnant les références utiles à sa vérifiabilité et en les liant à la section « Notes et références ».
Matt Bennett, est un acteur, chanteur et scénariste américain né le 13 novembre 1991 à Massapequa (New York). Il est célèbre pour son rôle de Robbie Shapiro dans la série télévisée Victorious.

## Filmographie

### Cinéma et télévision
- 2009 : Totally for Teens (en) : Jamie
- 2009 : Michael & Michael Have Issues (en) : Greg
- 2010 : The Virginity Hit (en) : Matt
- 2010 : Text Me : Noah

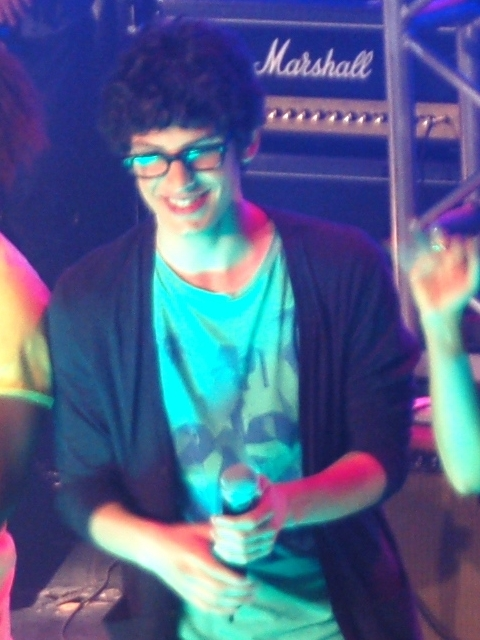
Bennett en 2012.

- 2010-2013 : Victorious : Robbie Shapiro
- 2011 : BrainSurge (en) : Lui même
- 2011 : Mes meilleures amies de Paul Feig : le beau-fils d'Helen
- 2011-2012 : iCarly (série TV) : Robbie Shapiro
- 2012 : Figure It Out (en) : Lui même
- 2014 : Sam et Cat (série TV) : Robbie Shapiro
- 2015 : The Big Bang Theory : Fort Réconfort (saison 8 épisode 20) : Josh Wolowitz le demi-frère d'Howard
- 2015 : Shameless : La première peine de Carl (saison 5 épisode 9) : Wiley
- 2015 : Game Shakers : Lui même
- 2022 : Dynastie (saison 5, épisode 19) : Cole, un célibataire qui  à la vente aux enchères de Fallon

### Clip vidéo
- 2015 : One Last Time de Ariana Grande
- 2018 : Thank U, Next de Ariana Grande

## Discographie

### EP
- Previously on Matt Bennett